# Cromaticità

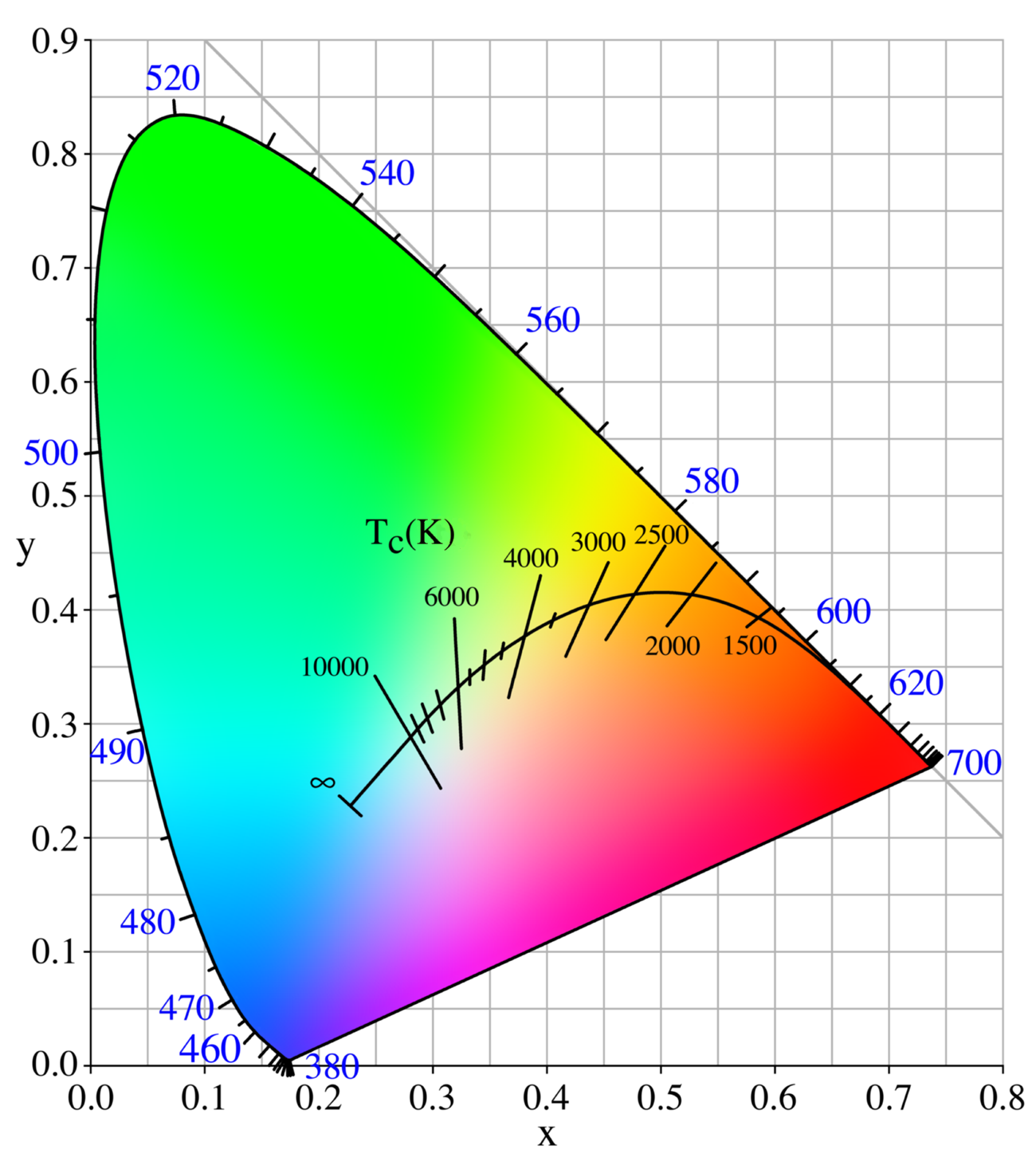
Lo spazio di cromaticità x,y CIE 1931, che mostra anche le cromaticità dell'emissione di luce di un corpo nero a varie temperature, e linee di temperatura di colore costante.

La cromaticità è la specificazione oggettiva della qualità di un colore indifferentemente dalla sua luminanza, vale a dire, così come determinato dalla sua tonalità e saturazione cromatica (o purezza).
In scienza dei colori, il punto bianco di un illuminante o di uno schermo è un riferimento neutrale caratterizzato da una cromaticità; per esempio, il punto bianco di uno schermo sRGB è una cromaticità x,y di [0.3127,0.3290]. 
Nello spazio di colore CIE XYZ la superficie x,y rappresenta la "superficie di colore" (diagramma di cromicità). 
Tutte le altre cromaticità possono essere definite in relazione a questo riferimento utilizzando le coordinate polari. 
La tonalità è la componente angolare, e la purezza è la componente radiale, normalizzata attraverso il raggio massimo per quella tonalità.